# Chirill Chi-Sestakov
Chirill Chi-Sestakov es un deportista moldavo que compite en remo. Ganó una medalla de bronce en el Campeonato Mundial de Remo en Sala de 2021, en la prueba de 2000 m.

## Palmarés internacional
| Campeonato Mundial | Campeonato Mundial | Campeonato Mundial | Campeonato Mundial |
| Año                | Lugar              | Medalla            | Prueba             |
| ------------------ | ------------------ | ------------------ | ------------------ |
| 2021               | Sede virtual       | Medalla de bronce  | 2000 m             |